# Aru (Demokratyczna Republika Konga)
Aru – miasto w Demokratycznej Republice Konga, w prowincji Ituri.